# María del Pilar Tello
María del Pilar Dolores Tello Leyva (Lima, 10 de junio de 1945) es una abogada, socióloga, escritora, periodista y política peruana. Fue presidenta del Instituto Nacional de Radio y Televisión del Perú entre agosto y octubre del 2006.

## Biografía
María del Pilar Tello nació el 30 de junio de 1945 en la ciudad de Lima. Fue hija de Napoleón Tello Rodríguez, militante del Partido Aprista Peruano y periodista de los diarios La Prensa y La Crónica.
Ingresó a la Facultad de Derecho de la Universidad Nacional Mayor de San Marcos, en la cual obtuvo el título profesional de abogada en 1969. Realizó también estudios de Prospectiva, Política Científica y de Economía en la Universidad de Ciencias Sociales de Grenoble, en Francia, y tuvo un doctorado en Derecho en la Universidad Nacional Mayor de San Marcos.
Ha sido abogada en el estudio Benites Sosa (1999-2001). A los 15 años incursionó en el periodismo cuando el Grupo El Comercio organizó una asociación de periodistas escolares y Tello participó realizando artículos periodísticos en revistas.
En el ámbito político incursiona como militante del Partido Comunista Peruano de Jorge del Prado Chávez. Sin embargo, decidió apartarse del partido para asumir sus roles familiares. Durante su viaje por Europa, Tello formó amistad con Alan García y algunos militantes del Partido Aprista Peruano.
Postuló al Congreso de la República del Perú en 1992 por el Partido Solidaridad y Democracia, por Unión por el Perú en 1995 y en 2001 por el Partido Aprista Peruano. Durante el gobierno de Alberto Fujimori, Tello formó parte de la oposición e integró el Foro Democrático, colectivo de personalidades independientes que impulsaron el fallido referéndum de 1998 contra la rerreelección presidencial de Fujimori. En el año 2000, participó y fue una de las organizadoras de la Marcha de los Cuatro Suyos, protesta social contra el régimen fujimorista que fue encabezado por Alejandro Toledo.
Se ha desempeñado como asesora de la Superintendencia de Banca y Seguros del Perú (1982-1992), de la presidencia del Consejo de Ministros del Perú durante la gestión de Beatriz Merino en 2003, del presidente de la Corte Suprema del Perú, Hugo Sivina (2003-2004) de la Defensoría del Pueblo (2005-2006) y de los presidentes del Congreso, Ántero Flores-Aráoz (2004-2005) y Luis Iberico (2014-2016), entre otros. De la misma manera, ha formado parte del Consejo Consultivo de la Comisión de Constitución del Congreso de la República en 2004 y del Consejo Consultivo de la Corte Suprema de Justicia (2005-2008). 
Ha sido directora de Radio Panamericana (1977-1980), de la Sociedad de Beneficencia Pública de Lima (1981-1982), de Laboratorios Unidos LUSA (1981-1982), de Bayer Perú S.A. (1987) y fue parte del Directorio de Andina de Radiodifusión (ATV) (1982-2000).

### Presidenta de IRTP
En agosto del 2006, María del Pilar Tello fue designada como presidenta del Instituto Nacional de Radio y Televisión del Perú por el entonces presidente del Consejo de Ministros, Jorge del Castillo, en el segundo gobierno de Alan García. Dentro de su gestión, Tello fue cuestionada por haber nombrado como integrante del directorio del IRTP a Beatriz Llanos Cabanillas, hija de la entonces congresista aprista Mercedes Cabanillas. También fue acusada por la periodista Karina Borrero de cambiar la línea editorial del canal a favor del gobierno, hecho por el cual generó luego su despido como conductora de televisión. Asimismo, se le cuestionó por haber cortado temporalmente la transmisión del programa Sucedió en el Perú y por la contratación de César Campos, periodista conservador ligado al fujimorismo, como conductor de un programa político.
Finalmente en octubre del 2006, el congresista aprista Mauricio Mulder anunció mediante una entrevista en Radio Programas del Perú que el primer ministro Jorge del Castillo iba a pedir la renuncia de Tello a la presidencia de IRTP, hecho que fue oficializado y que concluyó con la designación interina de Alfonso Salcedo Rubio. Sin embargo, Tello luego fue designada como presidenta del directorio de Editora Perú, que agrupa al Diario Oficial "El Peruano" y a la Agencia Peruana de Noticias Andina. Se mantuvo en el cargo hasta septiembre del 2010, luego de que el gobierno aprista la renunciara por una denuncia periodística en su contra de haber ejercido la presidencia de Editora Perú y a la vez docencia en la Universidad Nacional Federico Villarreal, percibiendo doble remuneración y que fue investigado por el Ministerio Público.
En diciembre del 2019 fue elegida como miembro suplente de la Junta Nacional de Justicia.

### Labor académica
Ingresó como docente a la Universidad Nacional Federico Villarreal, desde el año 2001, en la cual es Directora de la Escuela Profesional de Ciencia Política y de la Escuela Profesional de Derecho, Presidenta del Tribunal de Honor, miembro del Consejo de la Facultad de Derecho y Ciencia Política y miembro del Directorio de la Escuela de Postgrado. Ha sido docente en la Escuela de Gobierno y en la Facultad de Comunicación de la Universidad de San Martín de Porres, en la Universidad Nacional Mayor de San Marcos y en la Universidad Jaime Bausate y Meza.